# Softball

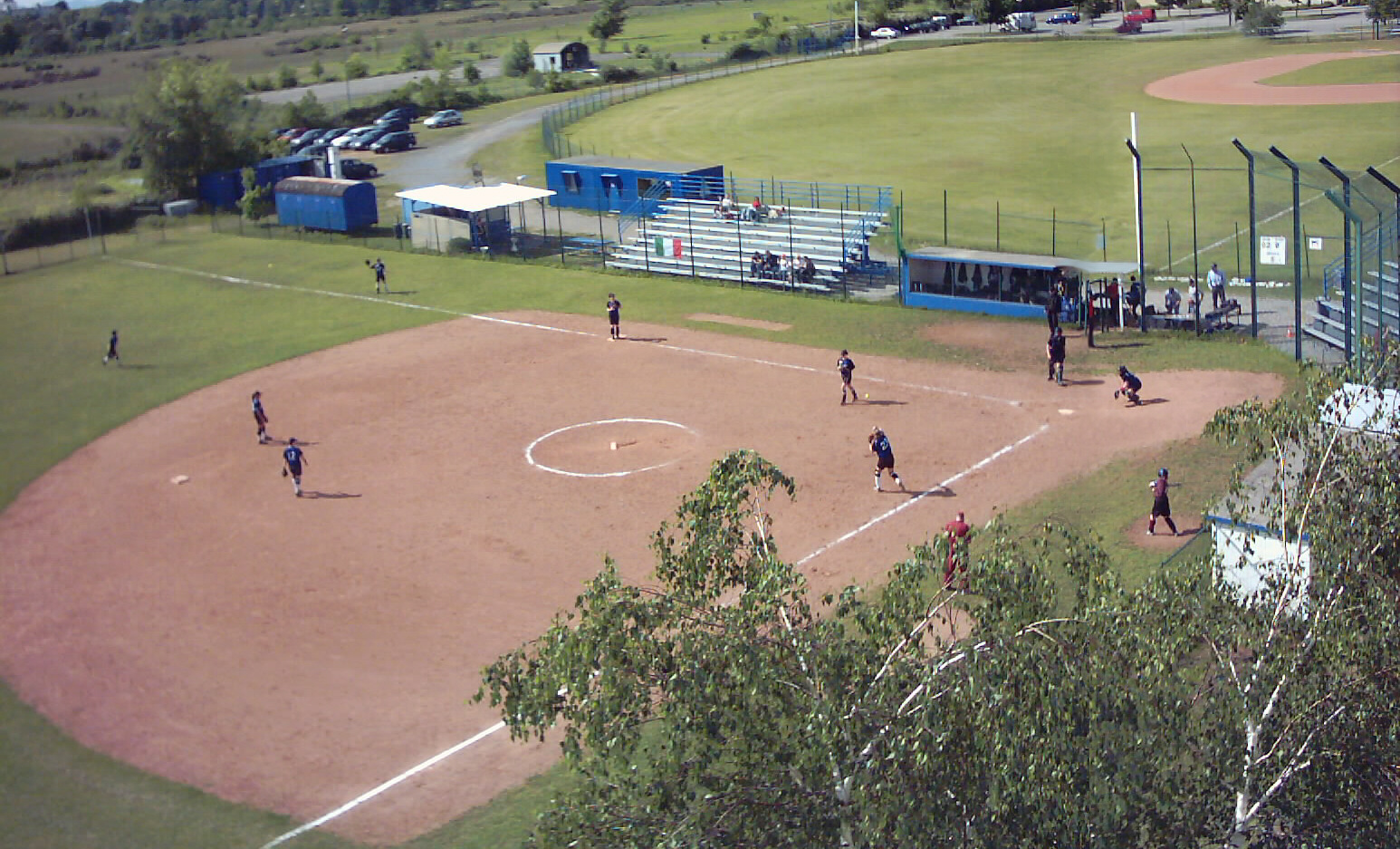
Softball în Karlsruhe, Germania.

Softball este o variantă de baseball cu o minge mai mare pe un teren mai mic. A fost inventat în 1887 la Chicago ca sport în sală. Jocul a primit numele de softball în 1926, fiind cunoscut până atunci ca baseball în sală, mush ball și, pentru că era practicat la acea vreme și de femei, baseballul doamnelor. Datorită faptului că este lansată cu o mișcare a antebrațului, mingea este mai simplu de lovit cu o bâtă. Softballul are 7 și nu 9 inning și o distanță mai mică de câmp între cel care aruncă și cel care lovește, față de baseball. A fost inclus pentru prima oară în programul Jocurilor Olimpice din 1996.